# Хоссейн Казерані
Хоссейн Казерані (перс. حسین کازرانی, нар. 4 квітня 1948, Андімешк) — іранський футболіст, що грав на позиції захисника.
Виступав, зокрема, за клуб «ПАС Тегеран», а також національну збірну Ірану, у складі якої був учасником чемпіонату світу 1978 року.

## Клубна кар'єра
У дорослому футболі дпочинав грати за команду клубу «Афсар Шарбані».
1972 року перейшов до клубу «ПАС Тегеран», за який відіграв 6 сезонів. Завершив професійну кар'єру футболіста виступами за команду ПАС (Тегеран) у 1978 році.

## Виступи за збірну
12 серпня 1973 року дебютував в офіційних матчах у складі національної збірної Ірану у грі проти Нової Зеландії. Протягом кар'єри у національній команді, яка тривала 6 років, провів у формі головної команди країни 26 матчів, забивши 2 голи.
У складі збірної був учасником чемпіонату світу 1978 року в Аргентині, де взяв участь в усіх трьох матчах своєї команди, яка не подолала груповий етап.